# Ben Amos
Benjamin Paul Amos (Macclesfield, Inglaterra, 10 de abril de 1990), más conocido como Ben Amos, es un futbolista inglés que juega de guardameta en el Port Vale F. C. de la League Two.

## Trayectoria
Comenzó su trayectoria futbolística en el Crewe Alexandra F. C., donde permaneció hasta los once años, cuando se unió al Manchester United en 2001. Su primera aparición fue el 8 de octubre de 2005, en un partido del equipo sub-18 del club; enfrentándose al Bolton Wanderers F. C. y entrando como substituto de Ron-Robert Zieler. Durante la temporada 2005-06, apareció medianamente como substituto no usado del equipo sub-18. Sin embargo, tras firmar su contrato de entrenamiento en julio de 2006, jugó regularmente como titular en la temporada siguiente. Posteriormente, en la temporada 2007-08, continuó llevando a cabo varias apariciones titulares para el equipo sub-18. Asimismo, en noviembre de 2007, llevó a cabo su debut como parte del equipo de reserva. Su desempeño, en este último período, fue decisivo para su inclusión en el equipo principal que participaría en el tour de verano de la pretemporada 2008-09.

### Manchester United
Ya en la pretemporada 2008-2009, Amos hizo su debut como jugador de la plantilla principal. Dicho debut lo realizó, como titular, el 12 de julio de 2008, en un partido amistoso contra el Aberdeen F. C. Durante el tour de verano por Sudáfrica, que se realizó como parte de la pretemporada, Amos no participó; sin embargo, estuvo presente en calidad de substituto no usado en todos los partidos del Desafío Vodacom. Posteriormente, el 27 de julio de 2008, volvió a jugar nuevamente en el equipo principal. En esta ocasión, se enfrentó al Portsmouth F. C. en Nigeria; entrando como substituto de Tomasz Kuszczak y concluyendo su participación en los amistosos de la pretemporada.
El 23 de septiembre de 2008, en el Old Trafford, Amos hizo su debut competitivo titularmente en el equipo principal, el cual enfrentó al Middlesbrough F. C. en el marco de la tercera ronda de la Football League Cup. El 14 de diciembre de 2008, Amos fue incluido en la plantilla que participaría en la Copa Mundial de Clubes de la FIFA. Su inclusión se debió a la necesidad de sustituir a Ben Foster, quien resultó lesionado tras una sesión de entrenamiento en Japón.

### Hull City
En 2012 Ben fue prestado al Hull City por un año.

### Bolton Wanderers
Fue cedido por el Manchester United hasta el 28 de febrero de 2015 al Bolton Wanderers

## Selección nacional
Ben Amos ha formado parte de los equipos sub-17, sub-18 y sub-19 de la selección de Inglaterra.

## Clubes
| Club                               | País       | Año       |
| ---------------------------------- | ---------- | --------- |
| Manchester United F. C.            | Inglaterra | 2008-2015 |
| Peterborough United F. C. (cedido) | Inglaterra | 2009      |
| Molde F. K. (cedido)               | Noruega    | 2010      |
| Oldham Athletic A. F. C. (cedido)  | Inglaterra | 2011      |
| Hull City A. F. C. (cedido)        | Inglaterra | 2012-2013 |
| Carlisle United F. C. (cedido)     | Inglaterra | 2013      |
| Bolton Wanderers F. C. (cedido)    | Inglaterra | 2015      |
| Bolton Wanderers F. C.             | Inglaterra | 2015-2019 |
| Cardiff City F. C. (cedido)        | Gales      | 2016-2017 |
| Charlton Athletic F. C. (cedido)   | Inglaterra | 2017-2018 |
| Millwall F. C. (cedido)            | Inglaterra | 2018-2019 |
| Charlton Athletic F. C.            | Inglaterra | 2019-2021 |
| Wigan Athletic F. C.               | Inglaterra | 2021-2024 |
| Port Vale F. C.                    | Inglaterra | 2024-     |